# 协和大道

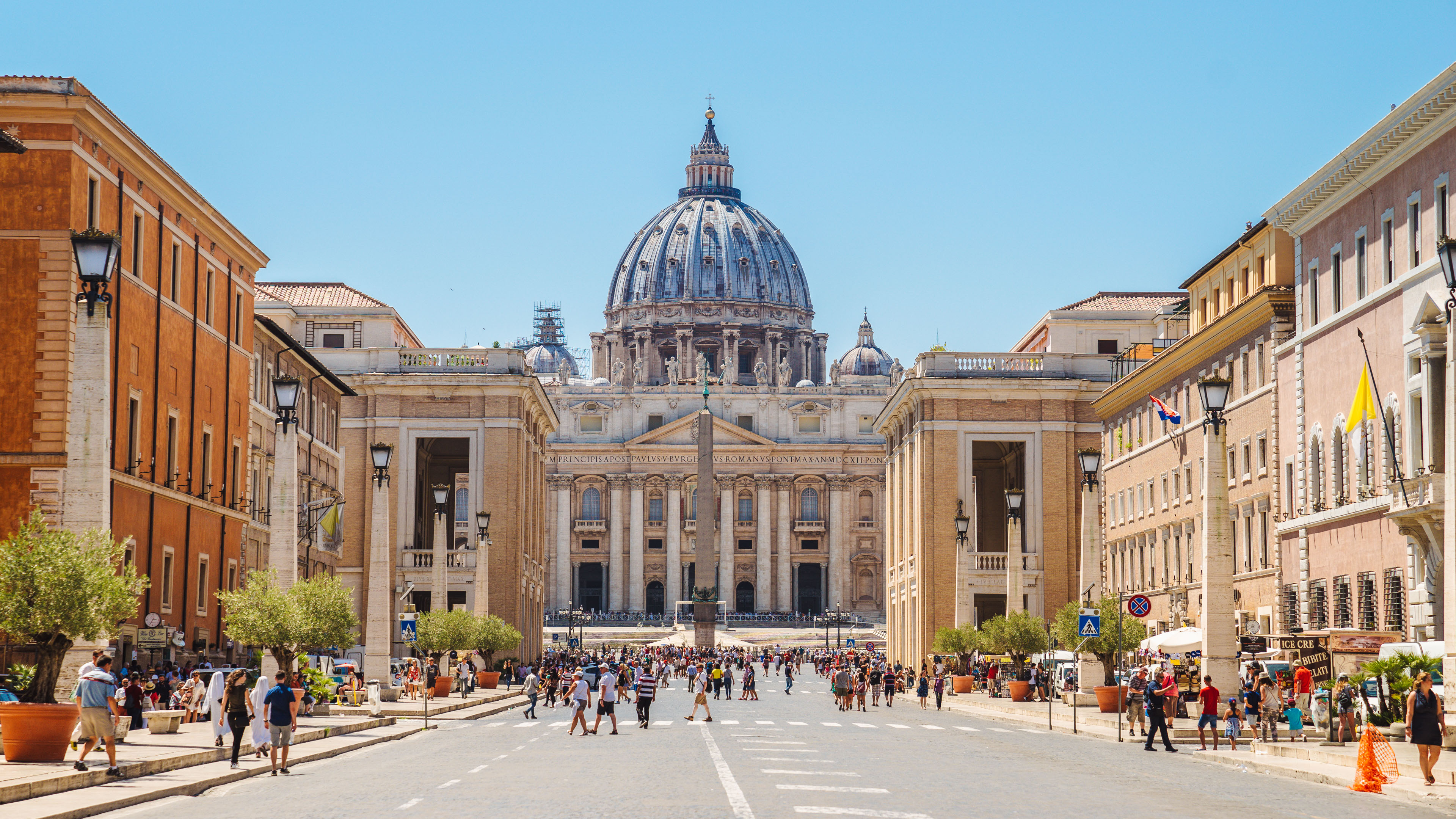
协和大道

协和大道是意大利首都罗马的一条街道，长约500米。它西到圣伯多禄广场，东到台伯河西岸的圣天使城堡。
这条道路修筑于1936年到1950年，是进入广场的主要路线。除了商店和住宅以外，道路两侧有许多历史和宗教建筑 – 包括托洛尼亚宫（Palazzo Torlonia）、Palazzo dei Penitenzieri和Palazzo dei Convertendi，和教堂如Santa Maria in Traspontina和萨西亚的圣神堂（Santo Spirito in Sassia）。虽然这是罗马为数不多的少数几条能够应付大量交通而不拥堵的主要干道，但是由于其地下的情况，修筑这条路引起罗马社会和历史学者的愤怒。
教堂周围地区在每次罗马被洗劫之后，曾经重建数次，14世纪因教廷搬迁到亞維農丧失繁荣而再次恶化。虽然经过这些改建，圣伯多禄大殿庭院前仍然是一个布满了密集复杂的窄街小巷的区域。

## 其他
在五年内，在全世界所有人民面前必将出现奇妙的罗马：庞大，有序，有力，如同在第一位皇帝奥古斯都的时代。——墨索里尼 

## 外部連結
41°54′08.28″N 12°27′43.20″E / 41.9023000°N 12.4620000°E